# قائمة مؤلفات زكريا الأنصاري
لزكريا الأنصاري (823-926هـ / 1420-1520م) عدد كبير من المصنفات، فقد عُمِّرَ أكثر من مائة عام قضاها كلها في العلم والتعليم وتأليف التصانيف المفيدة العديدة، وتتميز مصنفاته بتنوع مواضيعها؛ فهو لم يترك فناً من فنون الشريعة وآلاتها وغيرها من العلوم المختلفة التي كانت تدرس في عصره من طب وهندسة وفلك وحساب وغيرها إلا وصنف فيها. يقول ابن العماد الحنبلي: «ورجع (أي زكريا الأنصاري) إلى القاهرة، فلم ينفك عن الاشتغال والإشغال مع الطريقة الجميلة والتواضع وحسن العشرة والأدب والعفّة والانجماع عن أبناء الدنيا، مع التقلل وشرف النّفس، ومزيد العقل وسعة الباطن والاحتمال والمداراة، وأذن له غير واحد من شيوخه في الإفتاء والإقراء، منهم شيخ الإسلام ابن حجر، وتصدى للتدريس في حياة شيوخه، وانتفع به الفضلاء طبقة بعد طبقة، وشرح عدة كتب وألّف ما لا يحصى كثرة، فلا نطيل بذكرها إذ هي أشهر من الشمس». وقال تلميذه ابن حجر الهيتمي في «معجم مشايخه»: «وقدَّمت شيخنا زكريا؛ لأنه أجلّ من وقع عليه بصري من العلماء العاملين والأئمة الوارثين، وأعلى من عنه رويت ودريت من الفقهاء الحكماء المهندسين، فهو عمدة العلماء الأعلام وحجّة الله على الأنام، حامل لواء المذهب الشافعي على كاهله، ومحرّر مشكلاته، وكاشف عويصاته، في بكره وأصائله، ملحق الأحفاد بالأجداد، المتفرد في زمنه بعلو الإسناد».

## في التفسير وعلوم القرآن
1. فتح الجليل ببيان خفي أنوار التنزيل للبيضاوي: وهو حاشية لتفسير أنوار التنزيل وأسرار التأويل المعروف بتفسير البيضاوي.
2. ذكر آيات القرآن المتشابهات المختلفة وغير المختلفة.
3. فتح الرحمن بكشف ما يلتبس من القرآن: وهو مختصر كتاب ذكر الآيات المتشابهات.
4. مقدمة في البسملة والحمدلة وما يتعلق بالقراءات والتجويد.
5. إعراب القرآن.
6. الدقائق المحكمة في شرح المقدمة: وهو شرح للمقدمة الجزرية المشهورة في علم التجويد لابن الجزري.
7. الحواشي المفهمة في شرح المقدمة في التجويد: وهو شرح آخر لمقدمة ابن الجزري.
8. تلخيص تقريب النشر في معرفة القراءات العشر: وقد لخص فيه كتاب تقريب النشر في القراءات العشر لابن الجزري.
9. المقصد لتلخيص ما في المرشد في القراءات: وهو اختصار لكتاب المرشد في الوقف والابتداء لأبي محمد الحسن العماني.
10. تحفة نجباء العصر في أحكام النون الساكنة والتنوين والمد والقصر: وهي رسالة مختصرة في أحكام التجويد.
11. مختصر قرة العين في الفتح والإمالة بين اللفظين لابن القاصح: وهو اختصار لرسالة قرة العين لابن القاصح.
12. أسئلة رُفعت لزكريا حول آيات من القرآن الكريم: وهو تلخيص لأسئلة القرآن الكريم وأجوبتها لشمس الدين أبي بكر الرازي (ت 660هـ).

## في الحديث وعلومه
1. تحفة الباري بشرح صحيح البخاري.
2. شرح على صحيح مسلم بن الحجاج.
3. فتح الباقي بشرح ألفية العراقي في الحديث: وهو شرح مشهور على متن «التبصرة والتذكرة في أصول الحديث» المعشهور بـ«الألفية في الحديث» لزين الدين الحافظ العراقي.
4. الإعلام بأحاديث الأحكام.
5. فتح العلام بشرح الإعلام بأحاديث الأحكام: وهو شرح لكتابه الإعلام بأحاديث الأحكام.
6. مختصر بذل الماعون: وهو مختصر لـ«بذل الماعون في فضل الطاعون» للحافظ ابن حجر العسقلاني.
7. تحفة الراغبين في بيان أمر الطواعين.
8. مختصر الآداب للبيهقي: وهو مختصر لكتاب «الآداب في الحديث» لأحمد بن الحسين البيهقي.
9. شرح مختصر الآداب للبيهقي: وهو شرح لكتابه مختصر الآداب.
10. شرح الأربعين النووية.
11. مرويات الشيخ الإمام الزيني أبي يحيى زكريا الأنصاري.

## في علم الكلام والمنطق والجدل
1. فتح الإله الماجد بإيضاح شرح العقائد: وهو شرح لـ«شرح الإله الماجد» لسعد الدين التفتازاني في علم الكلام.
2. لوامع الأفكار في شرح الطوالع في أصول الدين: وهو شرح لـ«مختصر الطوالع في التوحيد» للقاضي البيضاوي.
3. المطلع شرح إيساغوجي في المنطق.
4. فتح الوهاب بشرح الآداب: وهو شرح على «آداب البحث» للسمرقندي في الجدل والمنطق والآداب والبحث.
5. شرح الشمسية: في علم المنطق.
6. شرح ضابطة إنتاج الأشكال الأربعة: في علم المنطق والجدل.
7. فتح الوهاب بما يجب تعلمه على ذوي الألباب: في علم الكلام.
8. فتح الرحمن بشرح رسالة المولى رسلان: في علم التوحيد، وفي علم التصوف والأخلاق أيضاً، وله اسم آخر هو «شرح المقدمة الرسلانية القدسية» للإمام رسلان الدمشقي.

## في أصول الفقه
1. شرح منهاج الوصول إلى علم الأصول للبيضاوي.
2. لب الأصول: وهو مختصر لكتاب «جمع الجوامع» لتاج الدين السبكي.
3. غاية الوصول إلى شرح لب الأصول: وهو شرح لكتابه لب الأصول.
4. قطعة على مختصر ابن الحاجب.
5. حاشية على شرح جمع الجوامع للمحلي.
6. حاشية على التلويح للسعد التفتازاني.
7. فتح الرحمن بشرح لقطة العجلان وبلة الظمآن: وهو شرح لكتاب «لقطة العجلان وبلة الظمآن» لبدر الدين الزركشي الشافعي.
8. شرح الورقات لإمام الحرمين الجويني.

## في الفقه

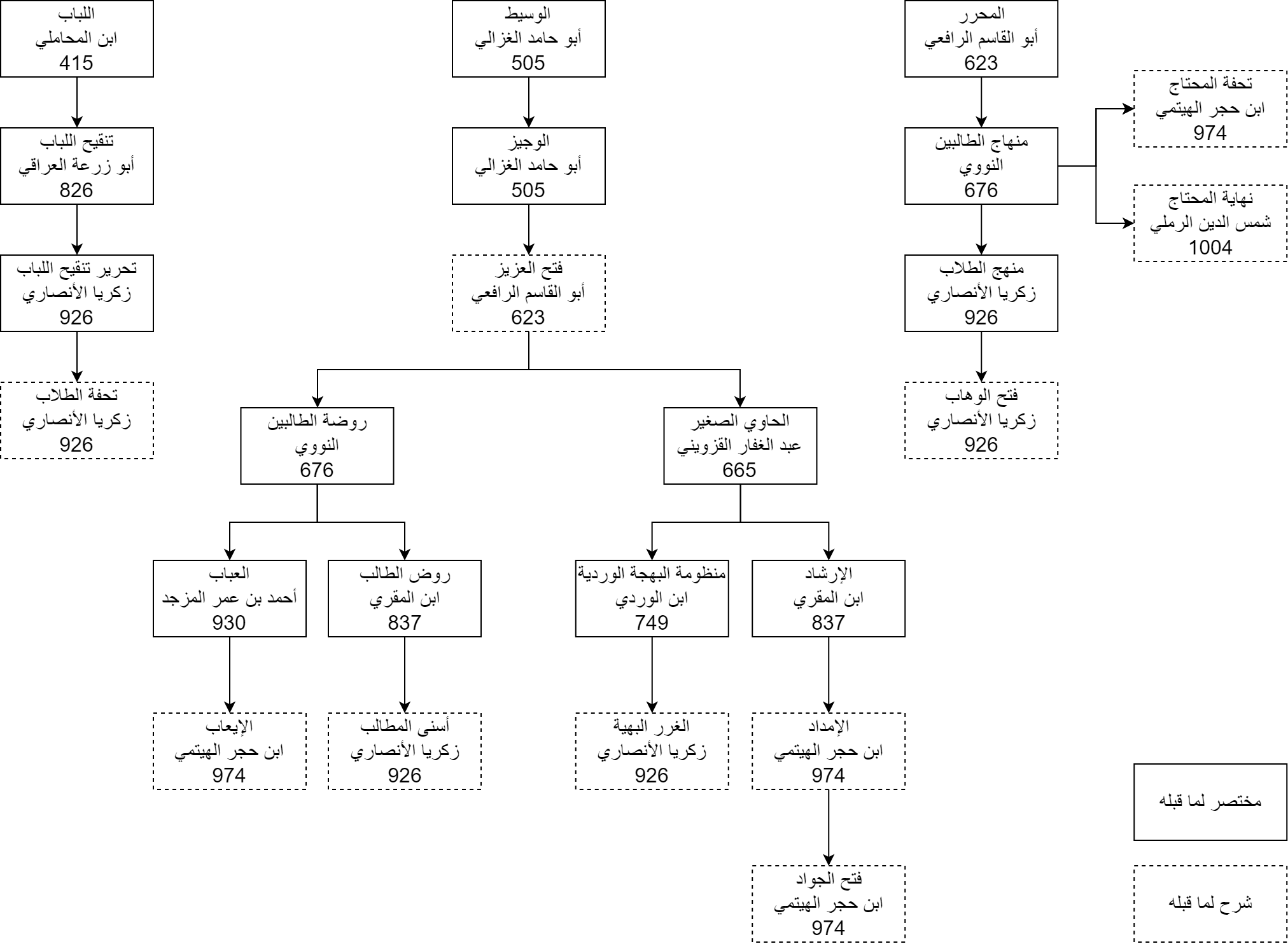
شجرة بأهم كتب الشافعية مع اسم المؤلف وسنة وفاته، وتظهر فيها بعض كتب زكريا الأنصاري

1. منهج الطلاب: وهو مختصر «منهاج الطالبين» للإمام النووي.
2. فتح الوهاب بشرح منهج الطلاب: وهو شرح لكتابه «منهج الطلاب».
3. شرح فرائض المنهاج.
4. تحرير تنقيح اللباب: وهو مختصر لكتاب «تنقيح اللباب» لولي الدين ابن العراقي (ت 826هـ) الذي هو بدوره اختصار لـ«لباب الفقه» لأبي الحسن أحمد بن محمد المحاملي الشافعي (ت 415هـ).
5. تحفة الطلاب لشرح تحرير تنقيح اللباب: وهو شرح لكتابه تنقيح اللباب.
6. شرح الأصل: وهو شرح إما لمتن التنقيح لولي الدين العراقي، أو أنه شرح لـ«لباب الفقه» نفسه، وهو شرح كبير.
7. أسنى المطالب شرح روض الطالب: وهو شرح مختصر الروضة المسمى «روض الطالب» لابن المقري.
8. الغرر البهية في شرح البهجة الوردية: وهو شرح كبير على منظومة ابن الوردي التي نظم بها كتاب «الحاوي الصغير في فروع الشافعية».
9. خلاصة الفوائد المحمدية في شرح البهجة الوردية: وهو شرح صغير على منظومة البهجة الوردية.
10. بهجة الحاوي شرح الحاوي الصغير: وهو شرح لكتاب الحاوي الصغير في الفروع للقزويني الشافعي (ت 655هـ).
11. حاشية على شرح أبي زرعة لمنظومة البهجة الوردية لابن الوردي: وهو حاشية على شرح الحافظ ولي الدين العراقي لمنظومة البهجة الوردية.
12. شرح مختصر المزني في الفروع: وهو شرح لكتاب «المختصر في الفروع» للمزني (ت 264هـ).
13. الإعلام والاهتمام بجمع فتاوى شيخ الإسلام: وهو من جمع ونسخ خليل بن عمر، وقد انتهى من جمعه سنة 986هـ.
14. شرح زبد الشيخ رسلان.
15. غاية الوصول إلى علم الفصول: وهو «شرح الفصول المهمة في علم ميراث الأمة» المشهور بـ«الفصول في الفرائض» للشيخ شهاب الدين أبي العباس أحمد بن الهائم (ت 815هـ)، ويسمى أيضاً: منهج الوصول إلى علم الفصول.
16. منهج الوصول إلى تخريج الفصول: وهو شرح آخر على «فصول ابن الهائم في الفرائض»، وقيل اسمه: منهج الوصول إلى تحرير الفصول، وهو أبسط من كتابه «غاية الوصول».
17. الفتحة الأنسية لغلق التحفة القدسية: وهو شرح على «التحفة القدسية في اختصار الرحبية» لابن الهائم في علم الفرائض.
18. نهاية الهداية في تحرير متن الكفاية: وهو شرح على «ألفية ابن الهائم في الفرائض» المسماة بـ«الكفاية».
19. تلخيص الأزهية في أحكام الأدعية: وهو مختصر لكتاب «أحكام الأدعية» للزركشي (ت 794هـ)، وله اسم آخر هو مختصر الأزهية.
20. هداية المتنسك وكفاية المتمسك.
21. عماد الرضا في أدب القضا: وهو مختصر لكتاب «أدب الحكام في سلوك طرق الأحكام» لشرف الدين عيسى بن عثمان الغزي (ت 799هـ).

## في علوم اللغة
1. بلوغ الأرب بشرح شذور الذهب: وهو شرح لكتاب شذور الذهب لابن هشام النحوي.
2. الدرر السنية في شرح الألفية لابن مالك: وهو حاشية على شرح بدر الدين لمنظومة أبيه ابن مالك المسماة «الألفية» أو «الخلاصة»، ويسمى هذا الكتاب أيضاً «حاشية على ابن المصنف»؛ لأن شرح بدر الدين على ألفية والده قد اشتهر بشرح ابن المصنف.
3. المناهج الكافية في شرح الشافية لابن الحاجب.
4. ديوان الخطب، المسمى: التحفة العلية في الخطب المنبرية.
5. ديوان شعره.
6. فتح رب البرية بشرح قصيدة الخزرجية من العروض والقافية.
7. أقصى الأماني في علم البيان والبديع والمعاني.
8. فتح منزّل المثاني بشرح أقصى الأماني في البيان والبديع والمعاني: وهو شرح لكتابه أقصى الأماني.
9. الزبدة الرائقة في شرح البردة الفائقة: وهو شرح على قصيدة البردة مختصر.
10. الأضواء البهجة في إبراز دقائق المنفرجة: وهو شرح لقصيدة المنفرجة مطول، وهو أحد شرحيه على المنفرجة.
11. الخلاصة: وهو شرح المنفرجة المختصر، وهو الشرح الثاني له على المنفرجة.

## في التصوف
1. الفتوحات الإلهية في نفع أرواح الذوات الإنسانية: وهو مختصر في علم التصوف.
2. إحكام الدلالة على تحرير الرسالة في شرح القشيرية.
3. تهذيب الدلالة: وهو اختصار لكتابه «إحكام الدلالة».
4. نتائج الأفكار القدسية: وهو شرح للرسالة القشيرية.
5. رسالة في كرامات الأولياء.

## في موضوعات متنوعة
1. فتح المبدع في شرح المقنع في الجبر والمقابلة: وهو شرح لكتاب المقنع لابن الهائم (ت 815هـ) في علم الجبر والمقابلة.
2. ثبت الأنصاري: وهو ثبت مروياته ومجيزيه.
3. اللؤلؤ النظيم في روم التعلم والتعليم: في التربية والتعليم.
4. خزانة العلوم في تصنيف الفنون الإسلامية ومصادرها: وهو شرح لرسالته «اللؤلؤ النظيم».
5. نهج الطالب لأشرف المطالب.
6. الأدب في تعريف الأرب.
7. قطعة على المطول.
8. فتيا في الرد على من قال بكفر ابن الفارض.
9. الحدود الأنيقة والتعريفات الدقيقة، ويسمى: تعريفات القاضي زكريا، ويسمى أيضاً: تعريف العلوم الاصطلاحية.